# 天主教卡皮斯总教区
天主教卡皮斯總教區（拉丁語：Archidioecesis Capicensis），是羅馬天主教會以菲律賓班乃島北部城市羅哈斯為中心的一個總主教區，轄區包括卡皮斯省。下轄兩個教區。
教區總主教為若瑟‧阿德文庫拉、榮休總主教奧內西莫‧戈東西略。2006年有教友682,360名，由96名司鐸名管理26個堂區。
1951年1月27日升成為教區，屬宿霧總教區。1976年1月17日升為總教區。